# Russell (Minnesota)
Pour les articles homonymes, voir Russell.
Russell est une ville américaine située dans le Comté de Lyon, dans le Minnesota. Selon le recensement de 2010, sa population est de 338 habitants.